# Giuseppe Mazzini
Giuseppe Mazzini (ur. 22 czerwca 1805 w Genui, zm. 10 marca 1872 w Pizie) – włoski prawnik, dziennikarz, demokrata i bojownik o wolność razem z Garibaldim w okresie risorgimenta. Uważano go za reprezentanta „Europy narodów” w walce z „Europą monarchów”. 
Zwany był „konspiratorem doskonałym”, całe życie poświęcił idei wyzwolenia narodów i ludów Europy, we Włoszech został obdarowany mianem „ojca Ojczyzny”. Był autorytetem moralnym dla kolejnych pokoleń spiskowców. W 1830 został aresztowany, a po kilku miesiącach więzienia udał się na emigrację do Szwajcarii, a następnie Anglii, gdzie się spotkał z Lajosem Kossuthem. Później powrócił do Włoch (do Pizy) pod przybranym nazwiskiem. Jako niezłomny republikanin nie uznał Królestwa Włoskiego. „Zwycięski rewolucjonista przestaje być rewolucjonistą” – ostrzegał. Sam nigdy nie przestał być rewolucjonistą. 
Mazzini był wolnomularzem. Utrzymywał ścisłe kontakty z Albertem Pikiem, również masonem, który z kolei dążył do rozłamu Stanów Zjednoczonych.
Razem z Giuseppem Garibaldim stanął na czele ogólnowłoskiego powstania, które wybuchło w ramach Wiosny Ludów. Powstańcy, pod hasłem zjednoczenia ziem włoskich, rozpoczęli walkę o wyzwolenie spod panowania austriackiego. Poparcia udzielił im Karol Albert – władca Piemontu (Królestwa Sardynii), lecz jego wojska zostały pokonane przez Austriaków w 1849 r. w bitwie pod Novarą. Powstanie zostało stłumione przez wojska austriackie (na północy Włoch) i francuskie (w Państwie Kościelnym).
Był założycielem organizacji Młode Włochy, Młoda Europa i Centralny Komitet Demokracji Europejskiej. Mazzini wspierał polski ruch narodowowyzwoleńczy. Przyjaźnił się ze Stanisławem Worcellem.